# Gissi
Gissi est une commune de la province de Chieti dans les Abruzzes en Italie.

## Administration
| Période                                  | Période  | Identité      | Étiquette | Qualité |
| ---------------------------------------- | -------- | ------------- | --------- | ------- |
| 14 juin 2004                             | En cours | Nicola Marisi |           |         |
| Les données manquantes sont à compléter. |          |               |           |         |

### Hameaux
PianosPedale, Localita' Rosario, Peschiola

### Communes limitrophes
Atessa, Carpineto Sinello, Casalanguida, Furci, Monteodorisio, San Buono, Scerni